# Mirona
Mirona – żeński odpowiednik pochodzącego z języka greckiego imienia Miron.
W Polsce używane rzadko. Od lat 30. XX wieku po kilkadziesiąt nadań na dekadę. W marcu 2001 roku nosiły je 329 Polki. Wiek XXI przyniósł tendencję malejącą. W styczniu 2025 r. w rejestrze PESEL, wśród publicznie dostępnych danych dotyczących osób żyjących, wykazano 251 kobiet o imieniu Mirona nadanym jako imię pierwsze.
Mirona imieniny obchodzi jak Miron: 8 sierpnia, 17 sierpnia, 30 sierpnia, 10  grudnia.

## Kobiety o imieniu Mirona
- Mirona Ogryzko-Wiewiórowska – polska socjolożka[7]